# 2015年のイギリス
2015年のイギリス （2015ねんのイギリス）では、2015年のイギリスに関する出来事について記述する。

## 国王等
- 国王
  - ウィンザー朝第4代: エリザベス2世 （1952年2月6日 - 2022年9月8日）
- 首相
  - 第75代: デーヴィッド・キャメロン （保守党、2010年5月11日 - 2016年7月13日）

## できごと

### 2月
- 2月8日 - 第68回英国アカデミー賞。作品賞はリチャード・リンクレイター監督の『6才のボクが、大人になるまで。』が受賞。

### 5月
- 5月7日 - イギリス総選挙。英国議会下院650議席の改選。デーヴィッド・キャメロン首相率いる保守党が24議席増の331議席を得て勝利、過半数を確保。野党第1党労働党は26議席減の232議席。スコットランド国民党は50議席増の56議席を得て大躍進。自由民主党は49議席減の8議席となり惨敗。

### 6月
- 6月7日-8日 - ドイツバイエルン州エルマウ城で第41回先進国首脳会議。クリミア危機の影響で前回に引き続きロシアを除くG7の枠組みで開催。イギリスからはデーヴィッド・キャメロン首相が出席。